# Io fu' 'n su l'alto e 'n sul beato monte
Io fu' 'n su l'alto e 'n sul beato monte è un sonetto di Cino da Pistoia.
Il poeta rievoca la visita a Sambuca Pistoiese, alla tomba della donna amata, Selvaggia Vergiolesi, morta durante l’esilio di Cino. Il dolore è tale che il poeta vuole morire sul suo sepolcro.

## Testo e parafrasi
| Testo | Parafrasi |
| --- | --- |
| Io fuʼ ʼn su lʼalto e ʼn sul beato monte chʼiʼ adorai baciando ʼl santo sasso, e caddi ʼn su quella pietra, di lasso, ove l'onesta pose la sua fronte, e ch’ella chiuse dʼogni vertù il fonte quel giorno che di morte acerbo passo fece la donna de lo mio cor, lasso, già piena tutta dʼadornatezze conte. Quivi chiamai a questa guisa Amore: «Dolce mio iddio, faʼ che qui mi traggia la morte a sé, ché qui giace ʼl mio core». Ma poi che non mʼintese ʼl mio signore, mi dipartiʼ pur chiamando Selvaggia; lʼalpe passai con voce di dolore. | Io fui sull'alto e felice monte, ove io adorai baciando la santa lapide e caddi su quella pietra per stanchezza profonda, dove la mia nobile donna fu sepolta, e che racchiuse la sorgente d’ogni valore quel giorno che la donna del mio cuore, morì, precocemente, ahimè, una volta viva piena di squisite bellezze. Qui invocai in questi modo Amore: «Dolce mio dio, fa che qui mi tragga la morte a sé, perché qui giace il mio cuore». Ma poi il mio signore non diede ascolto, invocando continuamente il nome di Selvaggia; passai le montagne lamentandomi. |

## Struttura metrica
Il sonetto è costituito da 14 versi, divisi in quattro strofe: 2 quartine e 2 terzine. Le rime sono costituite secondo lo schema metrico ABBA-ABBA; CDC-CDC, con assonanza tra le rime A e C.